# Wiberg (Unternehmen)

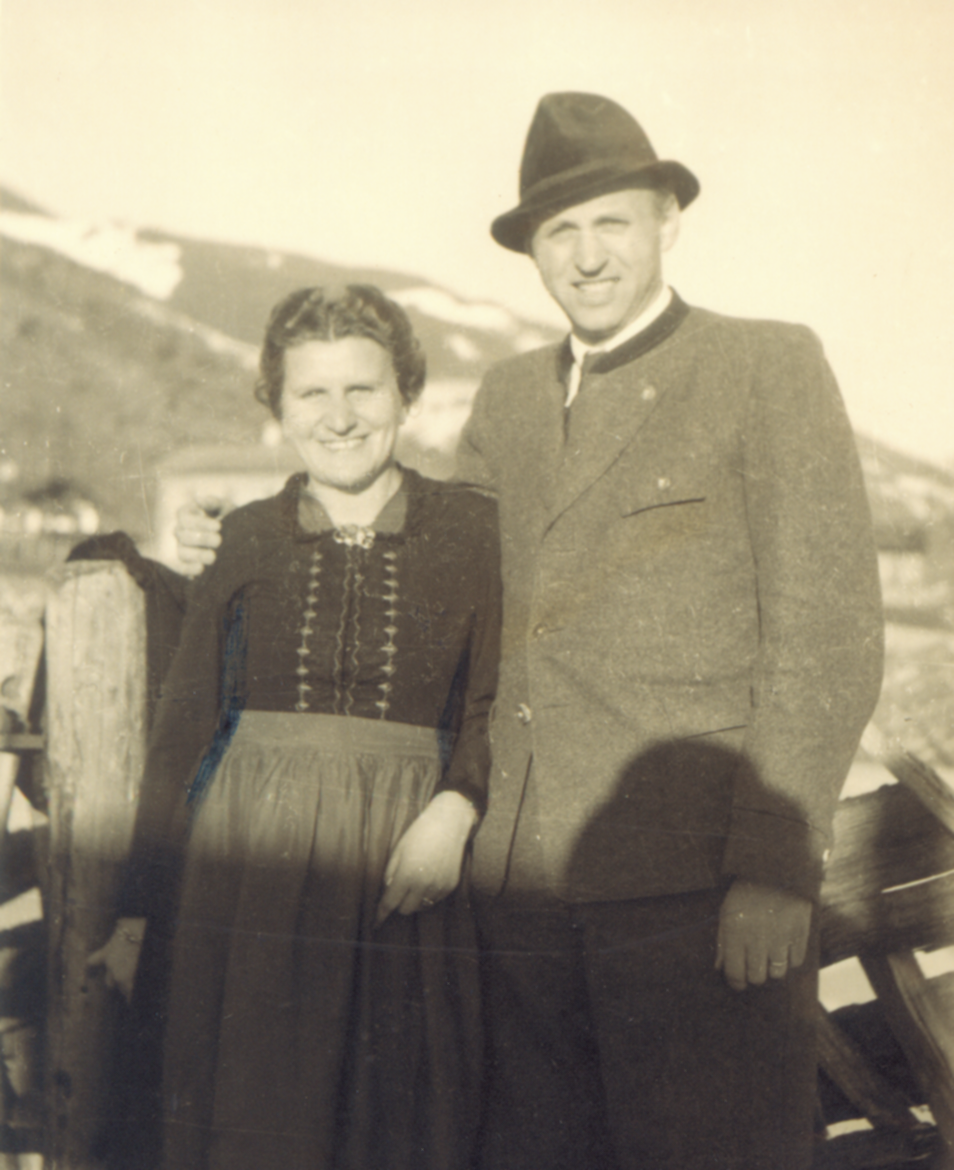
Firmengründer: Kommerzialrat Wilhelm Berger († 1981) und Helene Berger

Die Wiberg GmbH (offizielle Schreibweise: WIBERG) war ein österreichischer Produzent von Gewürzen, Gewürzmischungen, Essigen, Ölen und Würzmitteln mit Convenience-Charakter für Lebensmittelproduzenten und Gastronomie. Der Firmensitz befand sich in Salzburg. 2016 wurde das Unternehmen an Frutarom verkauft und mit 2017 in FRUTAROM Savory Solutions Austria GmbH umbenannt. Im Mai 2023 übernahm dann die französische Kapitalbeteiligungsgesellschaft PAI das Unternehmen und firmiert nun als NovaTaste Austria GmbH. Die Marken bleiben bestehen und erhalten den Zusatz „by NovaTaste“.

## Unternehmensgeschichte

Historische Logos
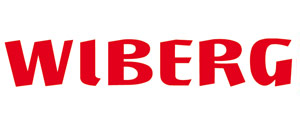
1947 bis 1977
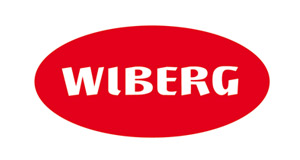
1977 bis 1989
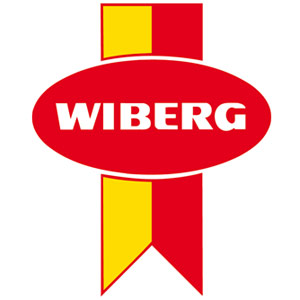
1989 bis 1994 (mit Band)
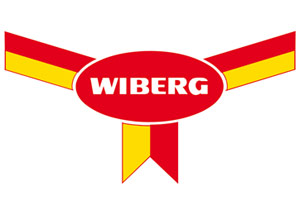
1994 bis 2000
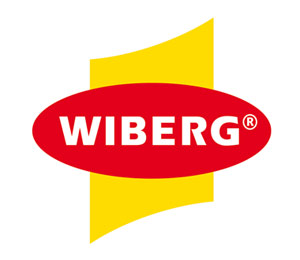
2000 bis 2006
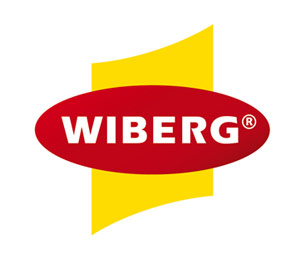
2006 bis 2007
2009 bis 2012 (mit Schatten)

Wiberg wurde im Februar 1947 von Wilhelm Berger und Helene Berger als Wiberg KG in Stuhlfelden (Oberpinzgau) gegründet. Der Firmenname „Wiberg“ ist ein Akronym aus den Anfangssilben des Namens Wilhelm Berger. Geschäftsidee des Gründers war es, Wurstproduzenten fertige Gewürzmischungen mit konstanter Geschmacksqualität anzubieten.
1954 siedelte Wiberg in die Stadt Salzburg über. 1962 errichtete das Unternehmen für den EG-Raum eine Niederlassung im benachbarten Freilassing. 1973 begann Wiberg, in Österreich Gewürze und Gewürzmischungen für die Gastronomie zu verkaufen. Seit 1977 erweitert die Konfektionierung (Abbinden, Raffen und Bedrucken) von Wursthüllen das Angebot des Unternehmens. Im selben Jahr errichtete das Unternehmen ein neues Firmengebäude in Salzburg, verlegte das Stammhaus dorthin und baute es ein Jahr später, 1978, weiter aus.
1981 starb Firmengründer Kommerzialrat Wilhelm Berger. Seine Tochter, Helga Winkler-Berger, übernahm die Firma. 1983/84 wich die 21 Jahre alte Niederlassung in Freilassing einem kompletten Firmenneubau. 1987 setzte Wiberg zum Sprung auf den amerikanischen Markt an und eröffnete im kanadischen Toronto die Wiberg Corporation, die 1996 ausgebaut wurde und nach Oakville/Ontario übersiedelte. 1994 wurde das Qualitätsmanagement-System von Wiberg nach ISO 9001 zertifiziert. 1997 wurde das Stammhaus in Salzburg zur Firmenzentrale ausgebaut.
2001 übernahm der 1998 in das Unternehmen eingetretene Marcus Winkler in dritter Generation die Unternehmensleitung. Im selben Jahr erfolgte die Gründung von Niederlassungen in Los Angeles und Barcelona. 2005 begann der Bau des neuen Produktions- und Logistikzentrums in Freilassing, das 2008 offiziell eröffnet wurde.
2010 wurde Wiberg nach ISO 22000 zertifiziert.
Im Februar 2010 wurde Wiberg durch Landeshauptfrau Gabi Burgstaller das Salzburger Landeswappen verliehen.

### Verkauf des Unternehmens
Das Familienunternehmen wurde dreimal verkauft:
- 2015 an den israelischen Frutarom-Konzern um 119 Mio. Euro.
- 2018 an den US-amerikanischen Konzern IFF.
- Ende Juni 2023 an den französische Investor PAI – für rund 900 Mio. Euro. Das Weltweite Geschäft soll von Nova Taste in Salzburg gebündelt werden und die Marke Wiberg erhalten bleiben.

Ende Juni 2023 hat die Wiberg-Gruppe weltweit 17 Fertigungsstandorte, das größte Werk steht in Freilassing (Oberbayern) mit 350 Mitarbeitern.
Die erzeugten Gewürzmischungen, Aromen und Texturen gehen an Lebensmittelindustrie, Metzgereien und Gastronomie.

## Standorte
- Salzburg, Österreich – Firmenzentrale, Management, Verkauf, Produktion
- Freilassing, Deutschland – Produktion, Logistik, Verkauf
- Oakville/Ontario, Kanada – Management, Verkauf, Produktion
- Los Angeles, USA – Verkauf, Produktion
- Moskau, Russland – Tochtergesellschaft WIBERG Rus GmbH – Verkauf

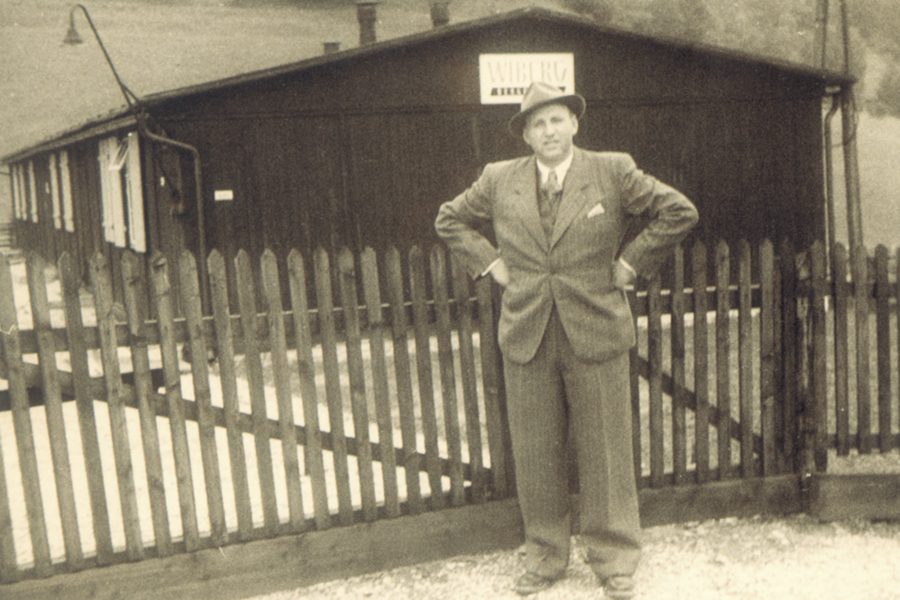
Wiberg-Gründer Wilhelm Berger vor dem 1. Firmensitz in Pirtendorf/Stuhlfelden, Österreich
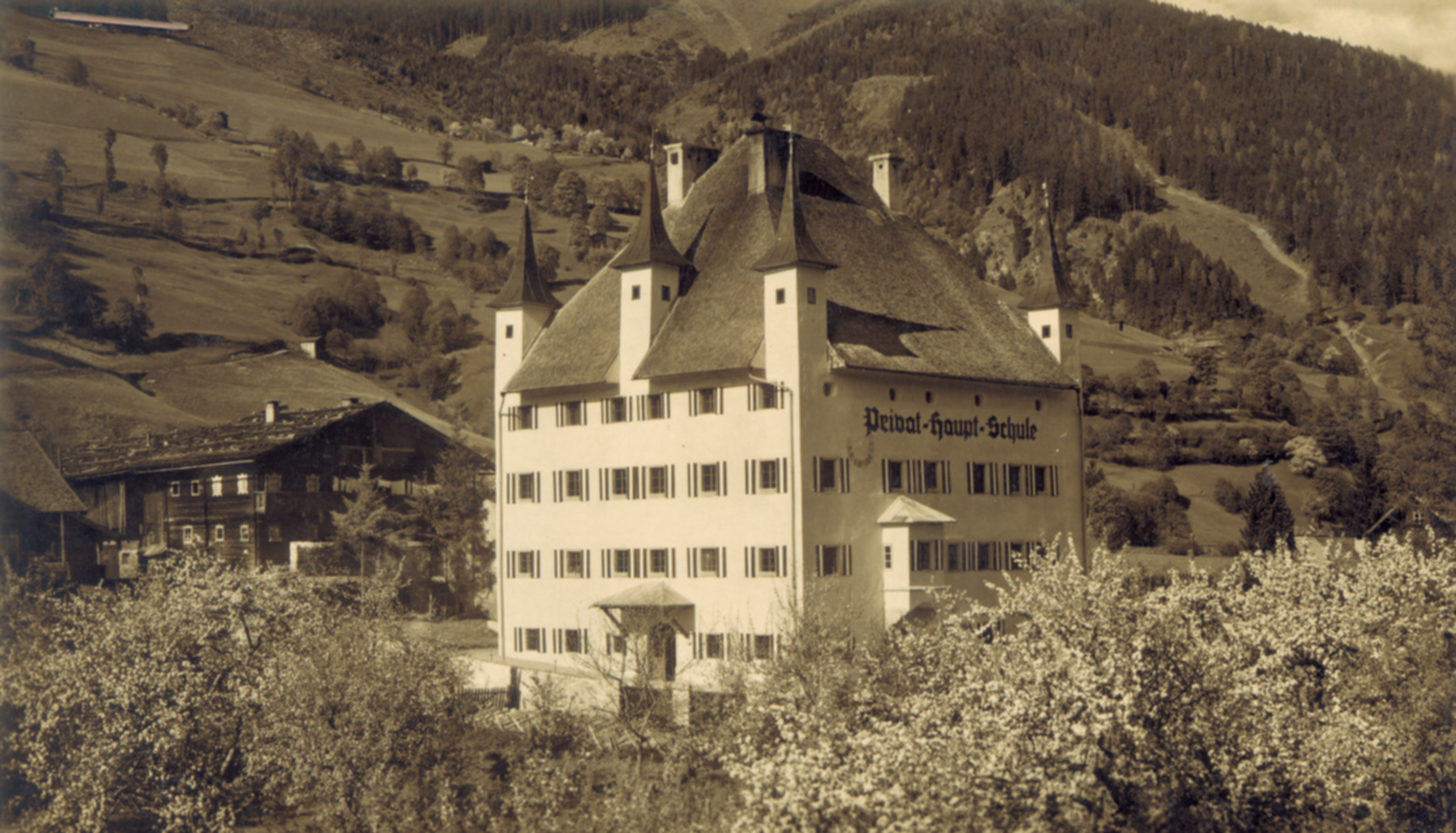
2. Firmensitz Schloss Lichtenau/Stuhlfelden 1950–1954, Österreich
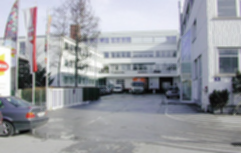
Firmensitz in Salzburg, Österreich
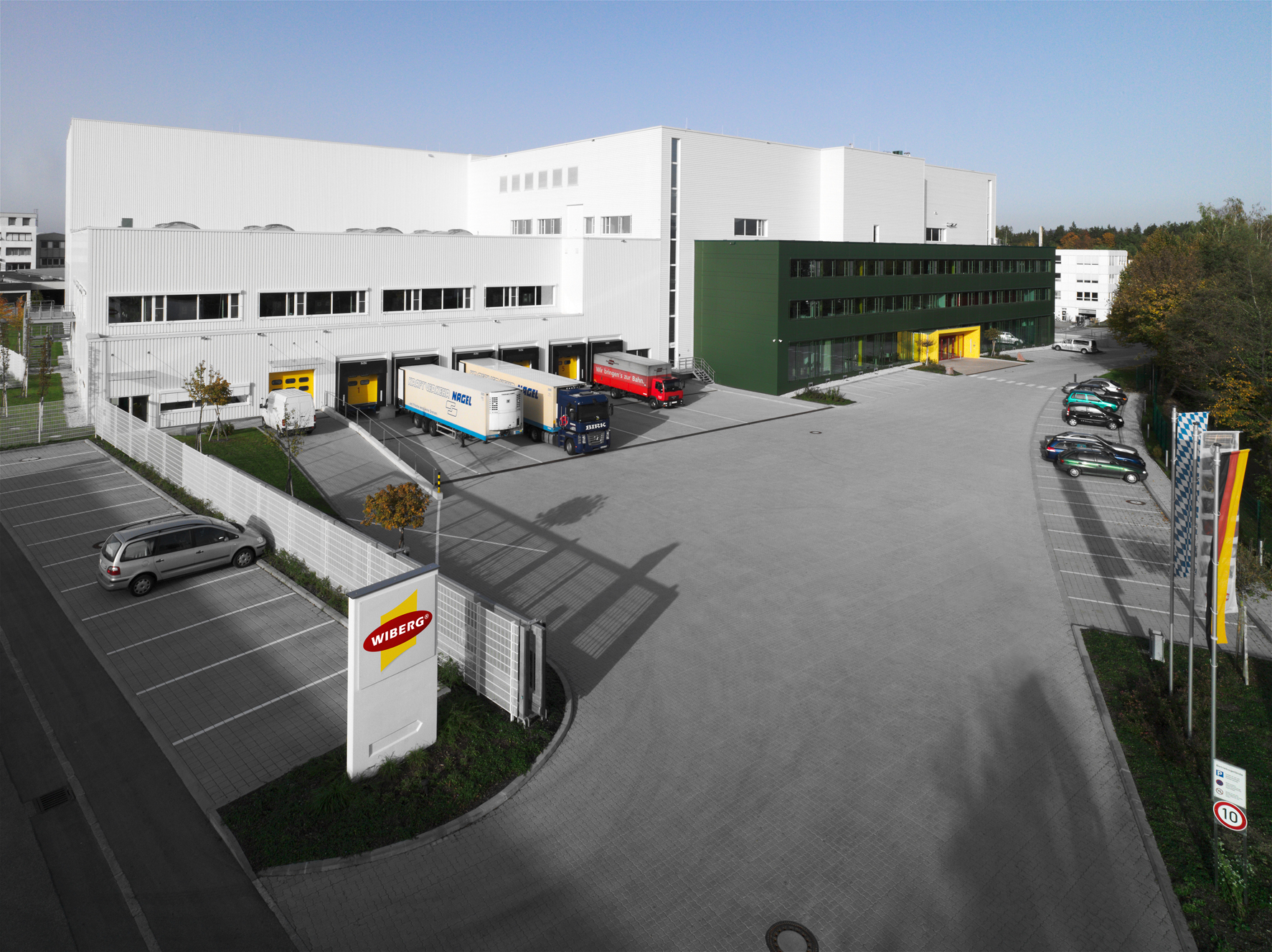
Produktions- und Logistikzentrum in Freilassing, Deutschland
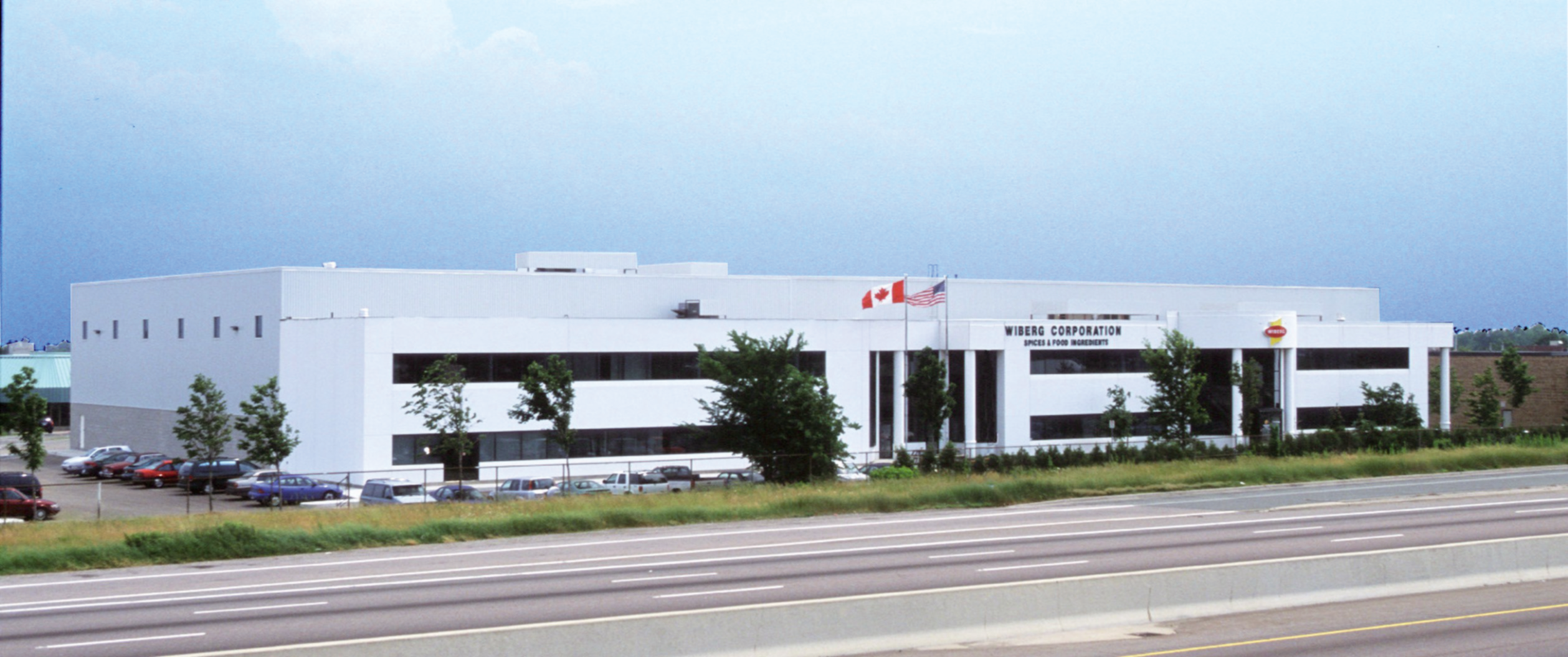
Niederlassung in Oakville/Ontario, Kanada
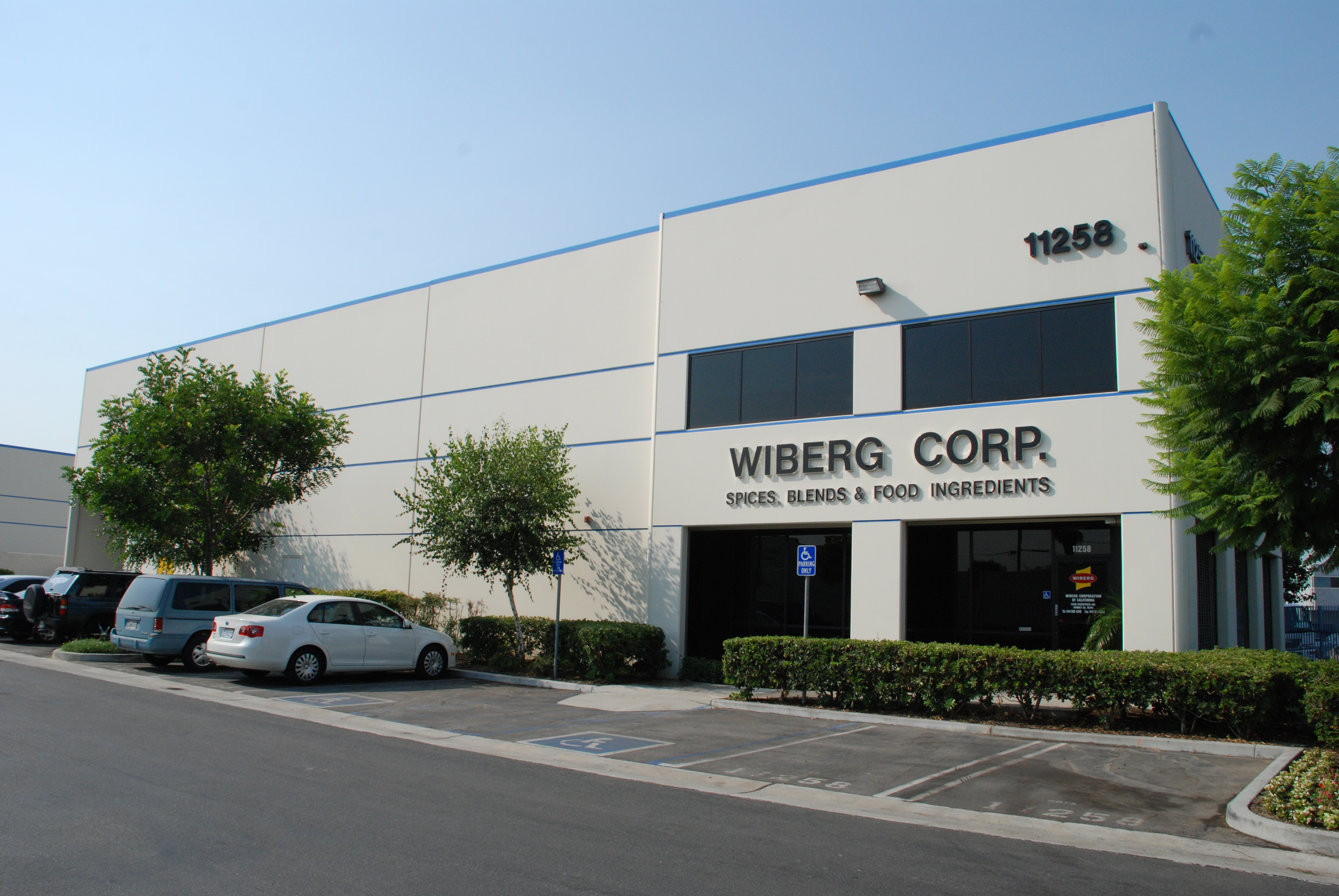
Niederlassung in Los Angeles, USA

## Produkte
Wiberg produziert für Lebensmittelproduzenten und Gastronomie u. a.:
- Gewürze
- Gewürzmischungen
- Essige
- Öle
- Würzmittel mit Convenience-Charakter
- Wursthüllen

## Zertifizierungen und Auszeichnungen
- ISO 9001:2008
- ISO 22000
- Bio-Zertifikat von „ja! Natürlich“
- BCS Öko-Garantie
- Austria Bio Garantie
- Halāl-Zertifizierung
- „Frauen- und Familienfreundlichster Großbetrieb Österreichs“ (2000 Platz 2, 2005 Platz 1)
- „Familienfreundlichster Großbetrieb in Salzburg“ (2000, 2004)

## Sonstiges
Gemeinsam mit Partnern wie der Stieglbrauerei zu Salzburg ist Wiberg maßgeblich für das Entstehen des Interdisziplinären Zentrums für Gastrosophie an der Universität Salzburg verantwortlich. In Zusammenarbeit mit der Universität wurde auch der postgraduale MAS-Lehrgang Gastrosophische Wissenschaften entwickelt, der im Herbst 2009 gestartet ist. Hier wird in fünf Semestern der „Themenkomplex Ernährung und Kultur“ unter Berücksichtigung der „gesellschaftspolitischen Aspekte von der Antike bis heute“ analysiert.
Wiberg Geschäftsführer Marcus Winkler ist seit September 2008 Obmann des Fördervereins „Forum Gastrosophie“, dem finanziellen Träger des Zentrums für Gastrosophie.
Als Sponsor und Förderer engagiert sich Wiberg in der klassischen und alternativen Kulturszene in Stadt und Land Salzburg. Mit Veranstaltungen wie „Dinner on the Bridge“ auf dem Makartsteg (Salzburg Stadt) oder „Dinner by the Pool“ im Volksgartenbad (Stadt Salzburg) liegt der Fokus auf der Inszenierung von Kunst und (Ess)kultur.